# Callopistria pseudintermissa
Callopistria pseudintermissa là một loài bướm đêm trong họ Noctuidae.